# Thanh Lâm, Mê Linh
Thanh Lâm là một xã thuộc huyện Mê Linh, thành phố Hà Nội, Việt Nam.
Xã Thanh Lâm có diện tích 12,53 km², dân số năm 1999 là 14.162 người, mật độ dân số đạt 1.130 người/km².